# Corallopsis
Corallopsis, rod crvenih algi iz porodice Gracilariaceae, vodi se kao sinonim za Gracilaria. Postoje dvije vrste koje su priznate na temelju literature o njima

## Vrste
1. Corallopsis cereus J.Agardh, nom. illeg.
2. Corallopsis excavata Setchell & Gardner 1924